# Interclubs 2014/15
Die Interclubs 2014/15 war die belgische Mannschaftsmeisterschaft im Schach.
Meister wurde die Mannschaft von L’Echiquier Amaytois, die alle Wettkämpfe gewann und den Titelverteidiger KSK 47 Eynatten auf den zweiten Platz verwies. Aus der Division 2 waren im Vorjahr Boey Temse und Royal Namur Echecs aufgestiegen. Während Namur den Klassenerhalt erreichte, musste Temse zusammen mit Cercle des Echecs de Charleroi direkt wieder absteigen.
Zu den gemeldeten Mannschaftskadern siehe Mannschaftskader der Interclubs 2014/15.

## Spieltermine
Die Wettkämpfe wurden am 28. September, 19. Oktober, 2., 16. und 30. November 2014, 11. und 25. Januar, 8. Februar, 1., 15. und 22. März 2015 gespielt.

## Modus
Die zwölf teilnehmenden Mannschaften spielten ein einfaches Rundenturnier. Über die Platzierung entschied zunächst die Anzahl der Mannschaftspunkte (zwei Punkte für einen Mannschaftssieg, ein Punkt für ein Unentschieden, kein Punkt für eine Niederlage) und dann die Zahl der Brettpunkte (drei Punkte für einen Sieg, zwei Punkte für ein Remis, ein Punkt für eine Niederlage, kein Punkt für eine kampflose Niederlage).

## Endtabelle
| Pl. | Verein                                                 | Sp | G  | U | V  | MP    | Brett-P. |
| --- | ------------------------------------------------------ | -- | -- | - | -- | ----- | -------- |
| 01. | L’Echiquier Amaytois                                   | 11 | 11 | 0 | 0  | 22:0  | 217      |
| 02. | KSK 47 Eynatten (M)                                    | 11 | 9  | 0 | 2  | 18:4  | 205      |
| 03. | Schachfreunde Wirtzfeld                                | 11 | 8  | 2 | 1  | 18:4  | 203      |
| 04. | KSK Rochade Eupen-Kelmis                               | 11 | 8  | 1 | 2  | 17:5  | 197      |
| 05. | Koninklijke Brugse Schaakkring                         | 11 | 6  | 1 | 4  | 13:9  | 186      |
| 06. | Koninklijke Gentse Schaakkring Ruy Lopez               | 11 | 4  | 2 | 5  | 10:12 | 176      |
| 07. | Cercle d’Échecs Fontainois                             | 11 | 5  | 0 | 6  | 10:12 | 162      |
| 08. | Cercle Royal des Echecs de Liège et Echiquier Liègeois | 11 | 3  | 2 | 6  | 8:14  | 161      |
| 09. | Royal Namur Echecs (N)                                 | 11 | 2  | 2 | 7  | 6:16  | 147      |
| 10. | Borgerhoutse SK                                        | 11 | 2  | 1 | 8  | 5:17  | 167      |
| 11. | Cercle des Echecs de Charleroi                         | 11 | 2  | 0 | 9  | 4:18  | 153      |
| 12. | Boey Temse (N)                                         | 11 | 0  | 1 | 10 | 1:21  | 134      |

### Entscheidungen
|     | Belgischer Meister: L’Echiquier Amaytois                                |
|     | Absteiger in die Division 2: Cercle des Echecs de Charleroi, Boey Temse |
| (M) | Meister der letzten Saison                                              |
| (N) | Aufsteiger der letzten Saison                                           |

## Kreuztabelle
| Ergebnisse | Ergebnisse                                             | 01. | 02. | 03. | 04. | 05. | 06. | 07. | 08. | 09. | 10. | 11. | 12. |
| ---------- | ------------------------------------------------------ | --- | --- | --- | --- | --- | --- | --- | --- | --- | --- | --- | --- |
| 01.        | L’Echiquier Amaytois                                   |     | 19  | 17  | 19  | 19  | 20  | 21  | 21  | 23  | 19  | 19  | 20  |
| 02.        | KSK 47 Eynatten                                        | 13  |     | 10  | 20  | 20  | 17  | 21  | 20  | 23  | 22  | 19  | 20  |
| 03.        | Schachfreunde Wirtzfeld                                | 14  | 22  |     | 16  | 19  | 16  | 17  | 21  | 20  | 17  | 20  | 21  |
| 04.        | KSK Rochade Eupen-Kelmis                               | 13  | 12  | 16  |     | 18  | 18  | 20  | 18  | 22  | 19  | 20  | 21  |
| 05.        | Koninklijke Brugse Schaakkring                         | 13  | 12  | 13  | 14  |     | 19  | 20  | 16  | 19  | 17  | 21  | 22  |
| 06.        | Koninklijke Gentse Schaakkring Ruy Lopez               | 12  | 15  | 16  | 14  | 13  |     | 12  | 22  | 21  | 18  | 17  | 16  |
| 07.        | Cercle d’Échecs Fontainois                             | 10  | 11  | 14  | 12  | 12  | 20  |     | 18  | 14  | 17  | 17  | 17  |
| 08.        | Cercle Royal des Echecs de Liège et Echiquier Liègeois | 10  | 12  | 11  | 14  | 16  | 10  | 14  |     | 16  | 17  | 21  | 20  |
| 09.        | Royal Namur Echecs                                     | 9   | 9   | 12  | 10  | 13  | 11  | 18  | 16  |     | 16  | 15  | 18  |
| 10.        | Borgerhoutse SK                                        | 13  | 10  | 15  | 13  | 15  | 14  | 15  | 15  | 16  |     | 17  | 24  |
| 11.        | Cercle des Echecs de Charleroi                         | 13  | 13  | 12  | 12  | 11  | 15  | 15  | 11  | 17  | 15  |     | 19  |
| 12.        | Boey Temse                                             | 12  | 12  | 11  | 11  | 10  | 16  | 15  | 12  | 14  | 8   | 13  |     |

## Die Meistermannschaft
| 1.            | L’Echiquier Amaytois |
| Schachfiguren | Romain Édouard, Robin van Kampen, Andrij Wowk, Hrvoje Stević, Benjamin Bok, Mladen Palac, Robert Zelčić, Matthieu Cornette, Twan Burg, Dejan Boschkow, Ilja Zaragatski, Matthew Tan, Jasper Broekmeulen, Christov Kleijn, Deimantė Daulytė, Michael Buscher, Lisa Schut, Kastriot Memeti, Kevin Noiroux, Marcel Thirion, Stefan Bien, Patrick Nauts. |